# Alexandr Thöndel
Alexandr Thöndel (1979 – 7. června 2021) byl český právník a vysokoškolský pedagog.
Vystudoval Lékařskou fakultu Univerzity Karlovy v Plzni a Právnickou fakultu Univerzity Karlovy.
Vyučoval na Právnické fakultě univerzity Karlovy v Praze. Věnoval se zejména občanskému právu (v jehož rámci se specializoval na oblast věcných práv), právním dějinám a římskému právu.
Pohřben je v Kadově.